# Francina Armengol
Francesca Lluc Armengol Socías, conocida como Francina Armengol (Inca, Baleares, 11 de agosto de 1971), es una farmacéutica y política española, actual presidenta del Congreso de los Diputados desde 2023, diputada en el Congreso de los Diputados por las Islas Baleares, y secretaria general del Partido Socialista de las Islas Baleares (PSIB-PSOE) desde 2012.
Anteriormente, fue presidenta del Gobierno de las Islas Baleares entre 2015 y 2023, siendo la primera mujer en ocupar el cargo. También fue presidenta del Consejo Insular de Mallorca entre 2007 y 2011.

## Biografía
Hija de Jaume Armengol Coll, farmacéutico y alcalde de la ciudad de Inca entre 1991 y 1995, se licenció en Farmacia en la Universidad de Barcelona en 1995. Posteriormente realizó un posgrado en Dermofarmacia. Cuando finalizó los estudios de Farmacia trabajó en la farmacia familiar hasta 1999. 

### Trayectoria política
En su etapa universitaria en Barcelona perteneció al sindicato estudiantil independentista Bloc d'Estudiants Independentistes. Militante desde los años 90 en el Partido Socialista de las Islas Baleares, de 1997 al 2000 asumió la Vicesecretaría general de la Federación Socialista de Mallorca y asumió la Secretaría de la Mujer del PSIB-PSOE (1997-2000) 
En el año 2000 fue elegida secretaria general de la Federación Socialista de Mallorca y reelegida en los congresos del 2004 y 2008. 
También es secretaria de la Comisión Ejecutiva Federal del PSOE desde julio de 2004 en el XXXVI Congreso Socialista hasta la actualidad. En 2016 fue la única socialista que ostentaba una presidencia autonómica en apoyar a Pedro Sánchez.

### Trayectoria institucional

#### Diputada en el parlamento de las Islas Baleares
Fue concejala del Ayuntamiento de Inca entre 1998 y 2000, período en el que es elegida diputada del Parlamento de las Islas Baleares por Mallorca en las listas del Partido Socialista de las Islas Baleares. Asume su escaño en la V legislatura el 12 de julio de 1999 y desde entonces es diputada, repitiendo escaño en la VI, VII, VIII, IX y X legislatura.  De 1999 a 2003 fue portavoz suplente del Grupo Parlamentario Socialista pasando en 2004 a ser portavoz titular hasta 2007 y de 2011 a 2015.
Como diputada autonómica ha sido miembro de la Ponencia de estudio de malos tratos y violencia contra las mujeres (2000), coordinadora de la Ley de Paridad, aprobada en el Parlamento de las Islas Baleares en 2002, miembro de la Ponencia del estudio para la reforma del Estatuto de Autonomía de las Islas Baleares, (2004-2006) el cual defendió con una intervención en el Congreso de los Diputados en septiembre de 2006.

#### Consejo Insular de Mallorca
De 1999 a 2004 fue Consejera del Consejo Insular de Mallorca Desde 1999 fue consejera y portavoz y portavoz del grupo de consejeros socialistas y el 7 de julio de 2007 asumió la presidencia del Consejo Insular de Mallorca. Durante su mandato se modificó el Plan Territorial de Mallorca, eliminando las ART creadas durante la legislatura 2003-2007, se realizaron cambios en la política social a través del Instituto Mallorquín de Asuntos Sociales, se declaró la Sibila como Patrimonio Cultural Inmaterial de la Unesco, se impulsó la creación de la Asamblea de Alcaldes de Mallorca como órgano consultivo del Consejo Insular de Mallorca, se logró el reconocimiento de la sierra de Tramontana como Patrimonio de la Humanidad de la Unesco, se abrió al público la finca de Raixa después de su restauración y se añadieron más competencias (caza, artesanía y actividades clasificadas) a la institución.
En las elecciones del 22 de mayo de 2011 fue la candidata del PSIB-PSOE al Consejo de Mallorca para les elecciones en las que perdió la presidencia.

#### Portavoz socialista en el Parlamento de las Islas Baleares
Asumió entonces la portavocía del grupo socialista en el Parlamento de las Islas Baleares, encabezando la oposición al gobierno de José Ramón Bauzá tras la marcha de Francesc Antich al Senado. 
Es secretaria general del PSIB-PSOE desde el 26 de febrero de 2012.

### Presidenta del Gobierno de las Islas Baleares
El 24 de mayo de 2015, en las elecciones autonómicas, el Partido Socialista fue la segunda fuerza más votada (15 diputados) en el Parlamento de las Islas Baleares. Fue investida presidenta del Gobierno de las Islas Baleares el 30 de junio de 2015 con 34 votos a favor (15 del PSOE, 10 de Podemos y 9 de Més per Mallorca), 22 votos en contra (20 del Partido Popular y 2 de Ciudadanos) y 3 abstenciones (3 de El Pi-Proposta per les Illes). El 2 de julio tomó posesión del cargo de presidenta del Gobierno de las Islas Baleares en el Consulado de Mar, sede de la presidencia, tras la firma del real decreto de su nombramiento por parte del rey Felipe VI. 
Tras la celebración de las elecciones al Parlamento de las Islas Baleares de 2019, fue reelegida presidenta del Gobierno de las Islas Baleares el 26 de junio de 2019 con los votos de su partido, Unidas Podemos, Més per Mallorca, Més per Menorca y Gente por Formentera, mientras que PP, Ciudadanos y Vox votaron en contra y El Pi se abstuvo.
En las elecciones al Parlamento de las Islas Baleares de 2023, a pesar de mejorar el resultado de voto popular de las últimas elecciones, el PSOE quedó en segunda posición, mientras que el Partido Popular de las Islas Baleares se alzó con la victoria. En esta situación, los partidos del anterior gobierno se quedaron sin la mayoría suficiente para reeditar el pacto.

### Presidenta del Congreso de los Diputados
Posteriormente, Armengol anunció que sería la cabeza de lista del PSOE al Congreso de los Diputados por la circunscripción electoral de las Islas Baleares.

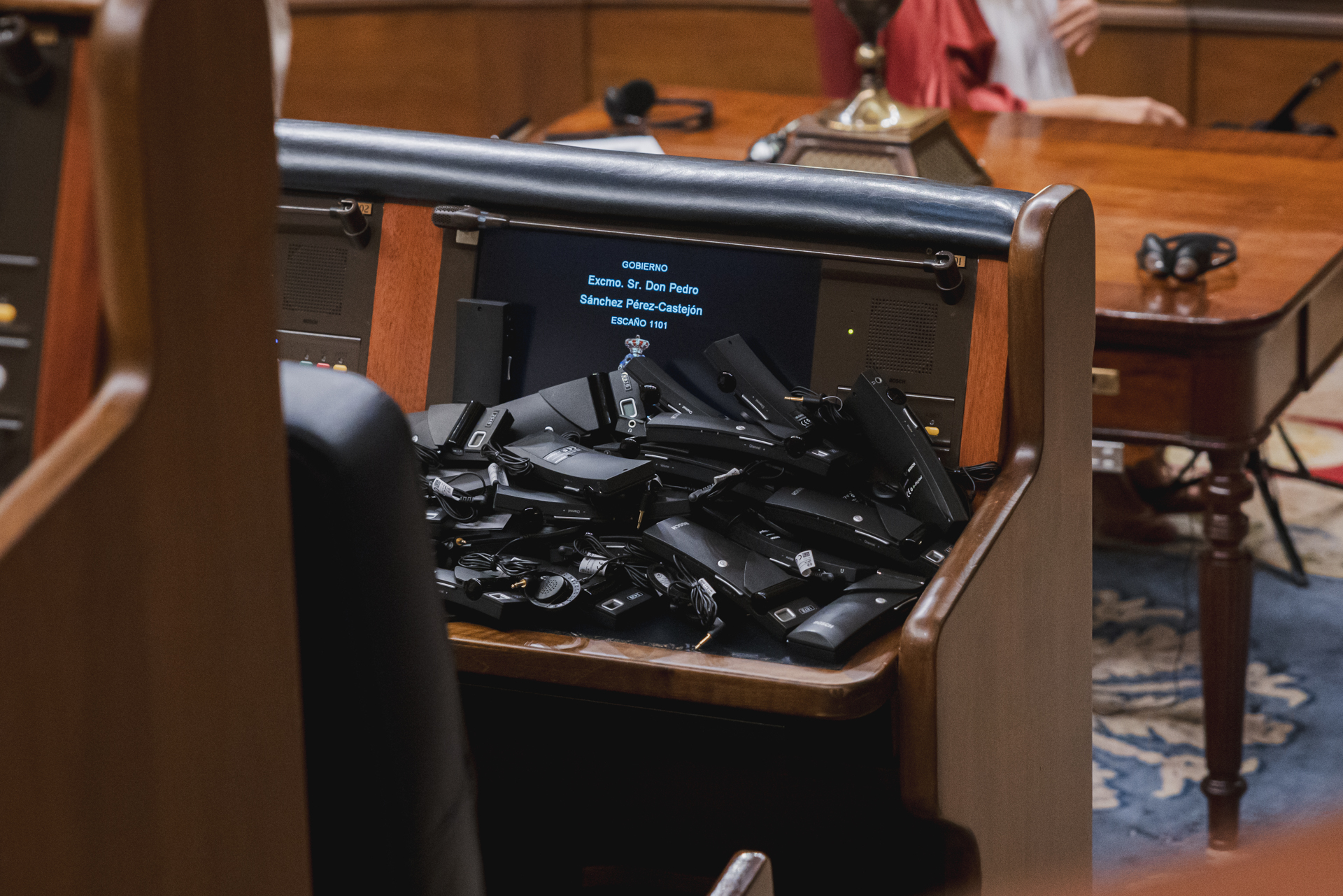
Los diputados de Vox dejaron sus auriculares en el escaño del presidente del Gobierno, Pedro Sánchez.

El 17 de agosto de 2023, la mayoría absoluta del Pleno del Congreso de los Diputados la eligió como presidenta de la Cámara Baja, en sustitución de la también socialista Meritxell Batet.
Al inicio de su presidencia se llevó a cabo una reforma del reglamento de la Cámara Baja que autorizó el uso de aquellas lenguas españolas diferentes al castellano que fueran cooficiales en las comunidades autónomas. El primer pleno con esta autorización se realizó el 19 de septiembre de 2023, para lo que la Mesa de la Cámara proporcionó a los diputados auriculares con traducción simultánea.
El 18 de marzo de 2025 la Mesa del Congreso de los Diputados decidió retirar algunas enmiendas que habían sido aprobadas por el Senado, relativas al proyecto de ley de desperdicio alimentario y enviarlo al Pleno sin incluirlo. La decisión fue tomada por los miembros del PSOE y Sumar de la Mesa en contra de criterio del letrado mayor de la Cámara Baja, Fernando Galindo, que había advertido verbalmente de que dicho acuerdo era contrario a la doctrina del Tribunal Constitucional.

## Controversias

### Abusos a menores tuteladas
A finales de 2019, salió a la luz una violación en grupo a una menor tutelada en Mallorca, desvelando una red de prostitución y tráfico de drogas que afectaba a jóvenes bajo la custodia del Gobierno balear. Muchos de ellos ocurrieron cuando Armengol presidía el Consejo Insular, responsable directo de la tutela de las menores.
En 2022, Vox presentó una querella contra el PSOE y el gobierno de Armengol, en la que señalaba como responsables indirectos de los abusos a las menores tuteladas a la que era presidenta del Consejo de Mallorca, la socialista Cati Cladera, al presidente del Instituto Mallorquín de Asuntos Sociales (IMAS), Javier de Juan, también socialista, y a la entonces consejera autonómica de Asuntos Sociales, Fina Santiago, de la formación independentista Més per Mallorca. Por extensión Vox también señalaba a Francina Armengol como presidenta del Govern y líder del pacto de izquierdas que gobernaba en Baleares y en el Consejo de Mallorca. La querella arrancó inicialmente por la "desaparición" de una de las menores tuteladas, que fue finalmente descubierta ejerciendo la prostitución, situación conocida por el IMAS, que la obligó a abortar. El proceso se instruye en el juzgado número 11 de Palma. 
Esta problemática se internacionalizó con un informe de la Comisión de la Unión Europea que denunciaba la situación y criticaba la falta de medidas preventivas por parte del Gobierno.

### Incumplimiento de horario durante pandemia COVID
Durante la pandemia de COVID-19, fue sorprendida a las 01:15 a. m. en el HAT BAR por la Policía Local de Palma, saltándose el horario de cierre nocturno. El Partido Popular Balear pidió por ello su dimisión. Armengol explicó que uno de sus acompañantes se desmayó a la salida del local por lo que se quedaron fuera media hora después atendiéndolo señalando que lamentaba lo ocurrido y que la imagen que se puede trasladar no es lo que ocurriera en realidad.

### Macrobrote COVID en Mallorca
En el verano de 2021, se dio un "macrobrote" de COVID-19 en la isla de Mallorca entre estudiantes de toda España que se encontraban de viaje de fin de curso. La actuación de su Gobierno fue muy criticada por dichos estudiantes y por partidos de la oposición, acusando a su Gobierno de "secuestro" y de haber gestionado mal dicha situación. Finalmente el Tribunal Superior de Justicia de Baleares dio la razón a la actuación de su gobierno.

### Contrato irregular a Joan Nadal
Otra controversia que persigue a la política balear es la relacionada con el enriquecimiento de su marido, el ex-jardinero devenido en promotor inmobiliario de lujo Joan Nadal.  La facturación de su empresa de servicios de jardinería se disparó entre 2007 y 2011, en lo peor de la crisis, coincidiendo con la elección de Armengol como presidenta del Consejo Insular y del socialista Francesc Antich como president del Govern. Aina Calvo, alcaldesa de Palma, también socialista,  tuvo que rescindir un contrato de 400.000 euros adjudicados a Joan Nadal por haberlo sido de manera ilegal y plagado de irregularidades. La Sindicatura de Cuentas concluyó que el contrato "no se hizo de conformidad con el principio de legalidad" y que "incumple la Ley de Contratos del Sector Público". Hubo tantas dudas respecto al concurso que favoreció a Nadal que tres de los cinco técnicos responsables de la adjudicación fueron depurados.[cita requerida]
En 2011, transformado ya en promotor inmobiliario fue imputado por la adquisición a Sa Nostra, la caja de ahorros mallorquina, de unos solares a un precio ínfimo, muy por debajo de su valor de mercado. En el proceso fue imputado un empleado de la caja. 
Unos años después, en otra operación que gozó de un trato de privilegio de Sa Nostra, gobernada por políticos locales, Joan Nadal realizó otra operación inmobiliaria de envergadura y en condiciones sorprendentes para un promotor sin capacidad financiera, rehabilitando un antiguo palacio de Palma.

### Operación Delorme
Desde febrero de 2024, el PP pidió la comparecencia de Armengol en la comisión de investigación del Senado sobre la Operación Delorme, también conocida como caso Koldo. El 8 de junio de 2020, el Centro Nacional de Medios de Protección (CNMP) advirtió al ejecutivo balear, presidido por Armengol, que las mascarillas suministradas por la empresa Soluciones de Gestión y Apoyo a Empresas S. L. y que había solicitado el Gobierno balear el 29 de abril de 2020, eran defectuosas. A pesar de ello, dos meses después (12 de agosto de 2020) el Gobierno Balear certificó que la partida de mascarillas —por las que habían pagado 3,7 millones de euros— habían sido suministradas satisfactoriamente. Según los investigadores, el ejecutivo balear ayudó a la presunta organización criminal a seguir consiguiendo contratos públicos durante la pandemia, al presentar dicha certificación.
El pago de las mascarillas se realizó el 5 de mayo de 2020, tan sólo seis días después de recibir la mercancía, —cuando lo habitual era que el pago a los proveedores se demorara 43 días—, y sin asegurarse de que el material recibido cumplía con el estándar de calidad, que no tenía —y que se descubrió el 8 de junio a través del Centro Nacional de Medios de Protección (CNMP)—. El responsable del pago fue Juli Fuster —director general del IB-Salut—, que ordenó que el contrato se tramitara por vía de urgencia.
La consejera de salud del Gobierno Balear, Patricia Gómez Picard ocultó datos y mintió al Parlamento Balear, para seguidamente presumir de buena gestión.El 10 de junio de 2020, Gómez Picard compareció en la Comisión de Salud de la Cámara autonómica, dos días después de que el Gobierno de Baleares hubiese recibido el informe del Centro Nacional de Medios de Protección que confirmaba la deficiente calidad de las mascarillas adquiridas a la empresa Soluciones de Gestión y Apoyo a Empresas S. L.
Sólo después de perder las elecciones autonómicas de 2023, el ejecutivo balear presidido por Armengol inició la reclamación a Soluciones de Gestión y Apoyo a Empresas S. L. En concreto, la reclamación se realizó el último día de la legislatura —el 6 de julio de 2023—. En ese momento, de 1.530.228 mascarillas que habían llegado a Palma de Mallorca (abril de 2020), en siete lotes distintos, la mayor parte de ellas (99,8%) estaban caducadas. Además en esta reclamación, se exigía a Soluciones de Gestión y Apoyo a Empresas S. L., únicamente la diferencia de precio entre la mascarilla FFP2 —que había sido solicitada por el ejecutivo balear—, y la quirúrgica —que fue, finalmente, la que había sido servida—. En total, 2,6 millones de euros, en lugar de los 3,7 millones de euros (más gastos, casi 4 millones de euros) que se perdieron por falta de uso.
Además, el propio Gobierno balear, bajo la presidencia de Armengol, ocultó a Bruselas en el año 2020, que el lote de 1,4 millones de mascarillas adquirido por 3,7 millones de euros a la empresa vinculada a Koldo García, el asesor del ministro José Luis Ábalos, era defectuosa. Tampoco incluyó el escrito del Centro Nacional de Medios de Protección (CNMP). A pesar de todo ello, se cargó la compra de dichas mascarillas defectuosas a los Fondos Feder, por un importe de 3,9 millones de euros, de los cuales 150.000 correspondían a la asistencia técnica y 56.000 al transporte. Marga Prohens, la actual presidenta del Gobierno balear, ha dado instrucciones para anular la certificación de esta compra.
El 5 de marzo de 2024, Armengol insistió en que el hecho de ser islas obligaba a Baleares a acumular todo el material sanitario posible. Sin embargo, en plena pandemia, el gobierno que presidía no tuvo reparo en rechazar 1,1 millones de mascarillas a buen precio, en una operación gestionada por una ONG. En concreto se trataba de un millón de mascarillas quirúrgicas y otras 100.000 FFP2 que podían transportarse sin coste adicional de Rusia a Valencia, y posteriormente a Palma, por un total de 580.000 euros.

### Caso Fontanera
Francina Armengol bloqueó el 5 de junio de 2025, la comparecencia de Pedro Sánchez en la Cámara Baja, a pesar de que la mayoría parlamentaria la había solicitado. Querían que el presidente rindiera cuentas sobre el caso Leire Díez, también conocida como la "fontanera del PSOE", acusada de buscar información perjudicial sobre altos cargos de la UCO, la unidad de la Guardia Civil que investiga casos de corrupción cercanos a Pedro Sánchez. Armengol decidió no llevar la solicitud de comparecencia, presentada por el PP, ERC y Podemos, a la Mesa del Congreso que se reunía telemáticamente esa tarde. Esto ha provocado que se posponga la calificación hasta el 10 de junio, y su debate en la Junta de Portavoces hasta el día 17 del mismo mes. Como resultado, la comparecencia se programaría para la última semana del mes, justo cuando Pedro Sánchez no estará en España, a causa de la cumbre de la OTAN los días 24 y 25 de junio de 2025. Por ello, el presidente Sánchez no volverá al Congreso hasta después del verano.

## Cargos desempeñados
- Vicesecretaria general de la Federación Socialista de Mallorca.
- Concejala del Ayuntamiento de Inca entre 1998 y 2000
- Consejera insular del Consejo de Mallorca (1999-2011).
- Diputada en el Parlamento de las Islas Baleares por Mallorca (1999-2023).
- Secretaria general del PSOE de Mallorca (2000-2012).
- Portavoz del Grupo Socialista en el Parlamento de las Islas Baleares (2004-2007).
- Presidenta del Consejo Insular de Mallorca (2007-2011).
- Portavoz del Grupo Socialista en el Parlamento de las Islas Baleares (2011-2015).
- Secretaria general del PSIB-PSOE (desde 2012).
- Presidenta del Gobierno de las Islas Baleares (2015-2023).
- Presidenta del Congreso de los Diputados (Desde 2023).